# Sarah Palin
Sarah Louise Palin (IPA kiejtés [peɪlɪn] (született Heath) Sandpoint, Idaho 1964. február 11. –) Alaszka volt kormányzója és a Republikánus Párt alelnökjelöltje a 2008. november 4-én tartott egyesült államokbeli elnökválasztáson.
Palint 2006-ban választották meg kormányzónak, miután a republikánus párti előválasztáson legyőzte Frank Murkowski hivatalban levő és Tony Knowles korábbi demokrata kormányzót az általános választáson. Azzal hívta fel magára a figyelmet, hogy nyilvánosságra hozta a republikánus párt alaszkai vezetőinek etikai vétségeit. Kormányzósága előtt Palin 1992 és 1996 között két ciklust szolgált Wasilla városi tanácsában, majd 1996-ban megválasztották Wasilla polgármesterének, majd 2002-ben sikertelenül indult az alkormányzói tisztségért.
2008. augusztus 29-én a republikánus elnökjelölt John McCain Palint választotta alelnökjelöltjének, a republikánus konvenció szeptember 4-én hivatalosan is a párt alelnökjelöltjének jelölte. Ő az első republikánus párti alelnökjelölt nő, és a második olyan nő, aki egy nagyobb politikai párt alelnökjelöltje. Ő lett az első alaszkai politikus, aki az amerikai elnök- illetve alelnökválasztáson elindult. Alaszka legfiatalabb, és első női kormányzója.

## Fiatalkora
Palin Sarah Lousie Heath néven született az Sandpointban Idaho államban, Sarah, egy iskolai titkárnő és Charles R. Heath, egy tudománytanár és futóedző lányaként. Angol, ír és német ősökkel rendelkezik. A családja Palin csecsemőkorában költözött át Alaszkába. A Heath család rajongott a természetért, Sarah és az apja néha hajnali háromkor kelt fel, hogy jávorszarvasra vadásszanak az iskolakezdés előtt és a család gyakran futott 5 és 10 kilométeres versenyeket.
A Wasilla High School gimnáziumban az alaszkai Wasillában Palin volt a Fellowship of Christian Athletes (Keresztény atléták szövetsége) vezetője. Ő volt a kosárlabda csapat irányítója és kapitánya. Segített megnyerni a csapatának az 1982-es kisiskolai bajnokságot egy kritikus szabaddobás elvégzésével az utolsó másodpercekben, bokasérülése ellenére. Intenzív játékával elnyerte a „Sarah Barracuda” becenevet és Palin vezette a meccsek előtti csapatimádkozást.
1984-ben, miután ugyanezen évben korábban megnyerte a Miss Wasilla versenyt, második lett a Miss Alaska szépségversenyen, mellyel elnyert egy ösztöndíjat, amivel finanszírozni tudta magát a főiskolán. A wasillai versenyen furulyán játszott és elnyerte a Miss Congeniality díjat – amit a versenytársak szavaznak meg a legszimpatikusabb, karizmatikusabb illetve leginspirálóbb versenyzőnek.
Palinnak újságírásból szerzett bachelor diplomát az Idahói Egyetemen, minorja politológia volt. Gimnáziumi szerelmével, Todd Palinnal házasodott össze 1988. augusztus 29-én és rövid ideig sportriporterként dolgozott Anchorage két helyi televízió állomásánál miközben férjével kereskedelmi halászként is dolgozott. 1994-től 1997-ig Palin és férjének volt egy motorosszán, vízi jármű és ATV vállalkozása.

## Kormányzóság előtti politikai karrier
Palin két hivatali időszakban szolgált a wasillai városi tanácsban 1992-től 1996-ig. 1996-ban kihívta és legyőzte a hivatalban levő polgármestert, a pazarló költekezést és a magas adókat bírálva. Az expolgármester és a seriff megpróbált egy visszahívó kampányt szervezni, de nem sikerült nekik. Palin betartotta kampányígéreteit saját fizetésének csökkentésével és az ingatlanadók 60%-os mérséklésével. 1999-ben újraválasztásért indult az előző polgármesterrel szemben és sikerült még nagyobb különbséggel legyőznie. Palint szintén megválasztották az Alaska Conference of Mayors (Alaszkai polgármesterek értekezlete) elnökének is.
2002-ben Palin sikertelenül indult az alkormányzói tisztért, Loren Leman után másodikként végezve a négyszereplős versenyben. Miután Frank Murkowski lemondott régóta betöltött szenátusi székéről két választás között, Palint meghallgatták mint lehetséges utódját. Murkowski azonban a lányát, az akkori alaszkai képviselőházi képviselőt Lisa Murkowskit nevezte ki.
Murkowski kormányzó kinevezte Palint az Alaska Oil and Gas Conservation Commissionbe (Alaszkai olaj- és gáz- megtakarítási bizottság) etikai biztosként, ahol 2003-tól 2004-ig szolgált amikor lemondott tiltakozásul a republikánus párti vezetőtársai „etikamentessége” ellen tiltakozva, akik figyelmen kívül hagyták figyelmeztető panaszait a jogsértésekről és érdekütközésekről. Miután lemondott leleplezte a Republikánus párt alaszkai vezetőjét, Randy Ruedrichet, aki biztostársa volt az Olaj és gáz bizottságban és akit azzal vádoltak, hogy pártmunkát végzett a közfeladatai végzése helyett és hogy átadott egy bizalmas e-mailt egy lobbistának. Palin hivatalos panaszt nyújtott be mind Ruedrich, mind a volt alaszkai főállam-ügyész, Gregg Renkes ellen; mindketten lemondtak, Ruedrichnak rekordnak számító 12 000 dolláros büntetést kellett fizetnie.

## Kormányzóság

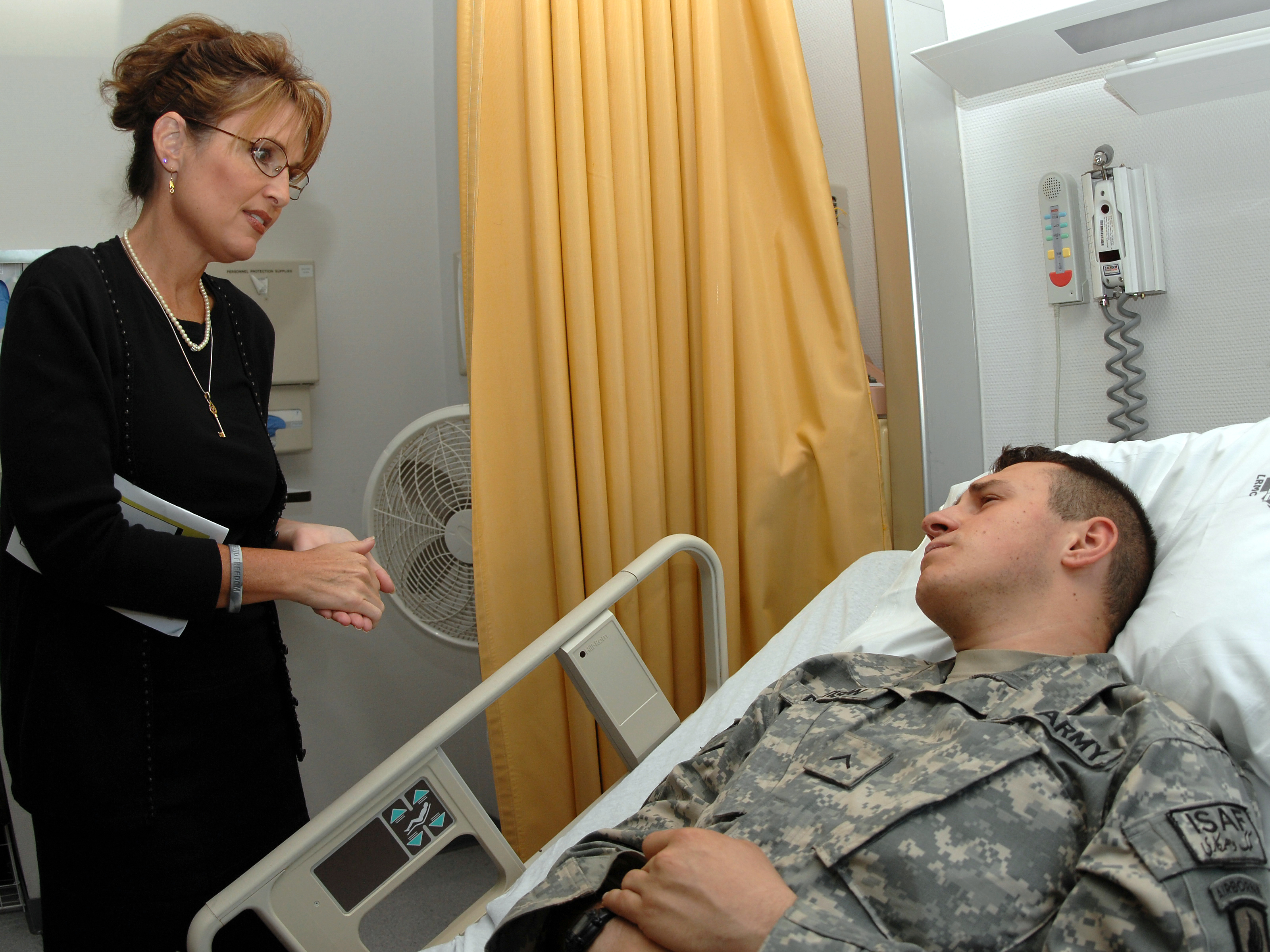
Palin sebesült katonát látogat a németországi Landstuhlban, 2007 júliusában

2006-ban a republikánus kormányzói előválasztásokon Palin egy tiszta kormányra alapozott kampánnyal legyőzte Murkowskit, a hivatalban levő kormányzót. Augusztusban kijelentette, hogy kormányzatának három sarokköve az oktatás, közbiztonság és a közlekedés lesz. Annak ellenére, hogy pártjának vezetői nem támogatták, és demokrata ellenfele többet fordított kampányára, Palin megnyerte az általános választást novemberben, ezzel legyőzve demokrata ellenfelét, Tony Knowles korábbi kormányzót.
Palin lett Alaszka első női kormányzója, és 42 évével egyben a legfiatalabb is. Palin szintén az első olyan kormányzó, aki az után született, hogy Alaszka amerikai tagállami státuszt nyert – 1959. január 3-án – és az első, akit nem Juneauban iktattak be, helyette Fairbankset választva. Hivatalát 2006. december 4-én foglalta el.
Palin kormányzóságának fontosabb eredményei közé tartozik egy sikeres etikai törvényjavaslat, és a párttársai által egyes térségek politikai előnyök reményében végzett fejlesztésére irányuló projektek mellőzése. Miután a Gravina Island Bridge (Gravina-szigeti híd) nevű projekt előirányzott szövetségi költségvetési támogatása elveszett – az ügy az egész Egyesült Államokban ismertté vált, – Palin úgy döntött, állami pénzből nem pótolja ki a 200 millió dollárt meghaladó hiányt.„Alaszkának önellátóvá kell válnia, a 'szövetségi dollároktól' való erős függés helyett, ahogy azt az állam most teszi,” nyilatkozta.
Palin megkérdőjelezte az állami republikánus vezetők viselkedését, amikor segített Sean Parnell alkormányzónak kampányt indítani, hogy megbuktassa Don Young kongresszusi képviselőt, és amikor nyilvánosan felszólította Ted Stevens szenátort, hogy tisztázza magát a pénzügyi ügyleteit vizsgáló szövetségi vizsgálat előtt.
2007-ben Palin támogatottsága gyakran 90% fölötti volt. A Hays Research által 2008. július 28-án nyilvánosságra hozott közvélemény-kutatás Palin támogatottságát 80%-ra tette, míg egy Ivan Moore általi közvélemény-kutatás 76%-os támogatottságot mutatott ki, az esést a közvélemény-kutatók Walt Monegan közbiztonsági biztos vitatott menesztésével magyarázták.

### Energiapolitika és környezetvédelem
Palin erősen támogatta az olajforrások fejlesztését Alaszkában, de segédkezett az olajtársaságok bevételeit sújtó adó megemelésében. Palin tervezte egy kabineten belüli tanácsadó csoport létrehozását a klímaváltozás ügyének kezelésére és az üvegházhatást előidéző gázok kibocsátásának csökkentésére Alaszkában.
Nem sokkal hivatalba lépése után Palin visszavont harmincöt, elődje kormányzásának utolsó óráiban tett kinevezést, köztük James „Jim” Clark, Murkowski kabinetfőnökének kinevezését az Alaska Natural Gas Development Authorityhoz (Alaszkai földgázfejlesztési hatóság). Clark később bűnösnek vallotta magát abban a vádpontban, hogy együttműködött egy olajmezei szolgáltatásokat nyújtó megszűnt céggel, hogy pénzt folyassanak Frank Murowski újraválasztási kampányába.
2007 márciusában Palin bemutatta az Alaska Gasline Inducement Actet (AGIA) (Törvény az Alaszkai gázvezeték indításáról), mint az állam North Slope régiójából induló gázvezeték megépítésének jogi alapját. Ezzel megsemmisítette az előző kormányzó által kötött egyezséget, amely az építési szerződést egy konzorciumnak biztosította, amelynek tagja volt Palin férjének akkori munkaadója, a BP is. Egyetlen törvényhozó, Ralph Samuels képviselő szavazott a lépés ellen, melyet Palin júniusban törvénybe iktatott. 2008. január 5-én Palin bejelentette, hogy egy kanadai társaság, a TransCanada Corporation az egyetlen jelentkező, aki megfelelt a GIA feltételeinek. 2008 augusztusában Palin törvénybe iktatott egy törvényjavaslatot, amely felhatalmazta Alaszka államot, hogy engedélyt adjon a TransCanada Pipelines-nak egy 26 milliárd dollár értékű vezeték megépítésére és üzemeltetésére, amellyel Kanadán keresztül a North Slope-ból származó földgázt a 48 délebben levő államba juttatják.
A magas olaj- és gázárakra, és az ezen nyomán képződött állami költségvetési többletre reagálva Palin azt javasolta, hogy az alaszkaiak kapjanak egy havi 100 dollár értékű energiakártyát. Szintén javaslatot tett az elektromos szolgáltató cégek támogatására, hogy azok így biztosíthassanak ügyfeleiknek kedvezőbb díjszabást. Később elvetette az energiakártyára tett javaslatát, helyette azt indítványozta, hogy közvetlenül utaljanak át 1200 dollárt az alaszkaiaknak, és töröljék el az üzemanyagadót.
2007-ben Palin engedélyezett egy 150 dolláros készpénz-ösztönzést minden helikopterből levadászott alaszkai farkas után. Egyetértett az Alaska Department of Fish and Game (Alaszkai halászati és vadászati minisztérium) véleményével abban, hogy az állam biológusainak engedélyezzék a helikopterekből történő farkasvadászatot, a ragadozók létszámának szabályozására irányuló program részeként. Ezt a gyakorlatot 35 év óta szövetségi szinten tiltották, a tilalom azonban 700 engedélyt biztosított Alaszka állam számára. A programot erős kritika érte a Defenders of Wildlife (A vadon élő állatok védelmezői) csoport és a ragadozók számának szabályozását ellenzők részéről. Ez arra ösztönözte George Millert, Kalifornia állam képviselőjét, hogy benyújtson egy szövetségi törvényjavaslatot, ami törvénysértőnek nyilvánította volna az ilyen vadászatot. 2008 márciusában egy szövetségi bíró törvényesnek ítélte a farkasok levegőből történő vadászatát, de korlátozta annak mértékét.
2008 májusában Palin tiltakozott Dirk Kempthorne republikánus párti belügyminiszter azon döntése ellen, hogy a jegesmedvéket veszélyeztetett állatfajjá nyilvánítsák. Bírósági pert helyezett kilátásba az átminősítés ellen attól tartva, hogy a döntés meggátolná az olaj- és gáztermelést a medvék élőhelyén, Alaszka északi és északnyugati partjain kívül. Azt állította, hogy a lépés idő előtti, és nem a megfelelő eszköz a medvék jólétének kezelésére.

### Költségvetés

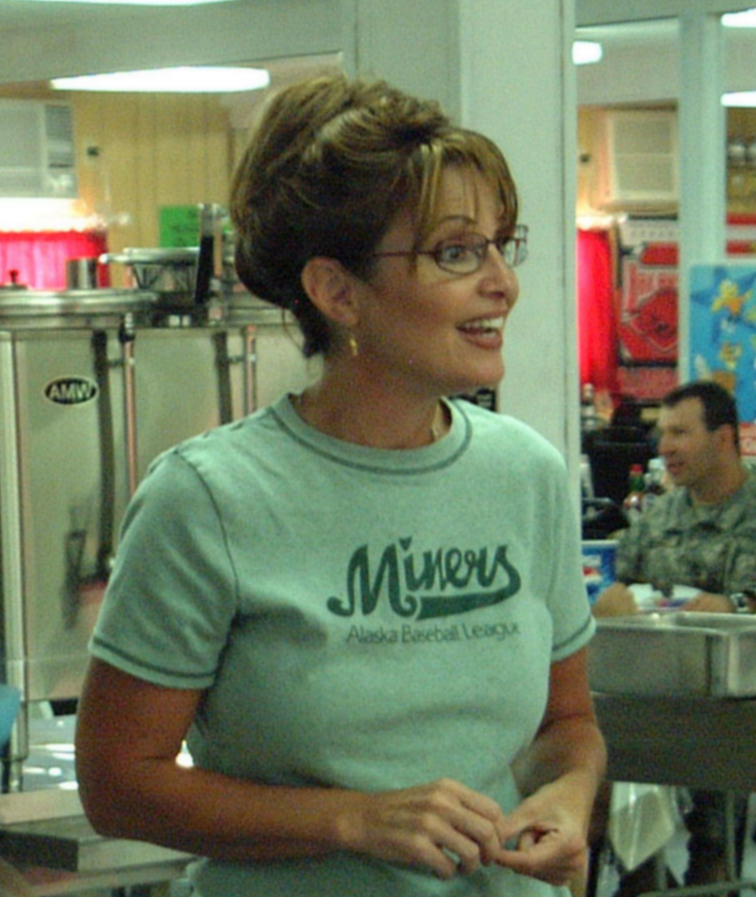
Sarah Palin egy kuvaiti amerikai katonai bázison 2007-ben

Hivatalba lépése után nem sokkal Palin felmondott egy 18 kilométer hosszú aszfaltozatlan út építésére vonatkozó szerződést, amely Juneau-ból egy bányához vezetett volna. Ezzel olyan döntést semmisített meg, amelyet elődje hivatali idejének utolsó napjaiban hozott.
2007 júniusában Palin törvénybe iktatta Alaszka történelmének legnagyobb, 6,6 milliárd dolláros operatív költségvetését. Ugyanakkor vétójogát arra használta, hogy az állam történetében előfordult második második legnagyobb mértékű csökkentést eszközölje az építésre fordított költségekben. A 237 millió dolláros csökkentés több mint 300 helyi projektet érintett, és az építkezésre szánt teljes összeget majdnem 1,6 milliárd dollárra csökkentette.
Amikor 2007. június 6-án az Alaska Creamery Board (Alaszkai tejfeldolgozók tanácsa) javasolta egy veszteséges állami tulajdonban lévő tejvállalkozás, a Matanuska Maid Diary bezárását, Palin ellenkezett a tejtermék farmerekre gyakorolt hatást és a tényt hogy a tejüzem nem régen kapott 600 000 dollár támogatást állami pénzből említette. Amikor Palin megtudta, hogy a Board of Agriculture and Conservation (Mezőgazdasági és Természetvédelmi Tanács) nevezi ki a Tejfeldolgozó Tanács tagjait, leváltotta a Mezőgazdasági Tanács összes tagját. Az új tanács megváltoztatta a tejüzem bezárására vonatkozó döntést, de később, 2007-ben Palin támogatásával a veszteséges vállalkozást eladásra kínálták. 2007 decemberében nem érkeztek ajánlatok, amikor a minimális ajánlat 3,35 millió dollár volt, és a tejüzemet még abban a hónapban bezárták. 2008 augusztusában az anchorage-i telepet 1,35 millió dollárért, az új minimális ajánlattételi összegért adták el; a vásárló az üzemet fűtött raktárrá kívánja változtatni.

### Közbiztonsági biztos elbocsátása
2008. július 11-én Palin elbocsátotta Walter Monegan közbiztonsági biztost, mert az nem kielégítően töltötte fel az állami lovasrendőrség üres pozícióit, és mert „nem bizonyult csapatjátékosnak költségvetési kérdésekben.” Palin cserébe igazgatói állást ajánlott neki az Alcoholic Beverage Control Boardnál (Alkoholos italokat felügyelő tanács), amit Monegan nem fogadott el.
Palin menesztési hatáskörét nem vitatják, de Monegan azt állította, hogy elbocsátása hatásköri visszaélés lehet azért, mert ő nem volt hajlandó elbocsátani Palin volt sógorát, Mike Wooten alaszkai lovasrendőrt, aki válási és gyermekelhelyezési vitában állt Palin testvérével, Molly McCann-nel. Palinnak hatalmával való visszaélését jelenleg egy független nyomozó vizsgálja, akit az alaszkai törvényhozás bízott meg, Monegan menesztésével összefüggésben. Palin elismerte, hogy alkalmazottai legalább 25-ször léptek kapcsolatba közbiztonsági tisztviselőkkel az ő testvére volt férjének elbocsátása ügyében.

### Lemondása
2009. július 3-án Palin bejelentette, hogy 2009. július 26-i hatállyal lemond, és 2010 novemberében nem indul újra a kormányzóválasztáson.

## Politikai nézetei

### Szociális ügyek
Palin abortuszellenes és meghatározó tagja a Feminists for Life-nak (Feministák az életért), a legnagyobb abortuszellenes feminista szervezetnek.
Az alaszkai kormányzóságért folytatott kampánya során megkérdezték, mit gondol a kreacionizmus állami iskolákban való oktatásáról a tudomány órákon. Palin azt válaszolta, hogy úgy gondolja, fontos a kreacionizmus oktatása az iskolákban. Ezt másnap azonban így pontosította: úgy vélte, a két elmélet közötti nyílt vitát nem szabad megtiltani, ha felmerül megbeszélés közben, de a kreacionizmusnak nem kell szerepelnie a tantervben. Azt is hozzátette, hogy nem annak alapján szándékozik kinevezni a State Board of Education (Állami oktatásügyi tanács) tagjait, hogy mi a véleményük az evolúcióról vagy a kreacionizmusról. A választások óta három tagot nevezett ki a héttagú tanácsba, ötéves periódusra: Patrick Shiert, Phillip Scheidert és Geraldine Benshooft. Ezek egyike sem váltott ki kritikát ebből a szempontból.
Palin azt állította, hogy vannak olyan jó barátai, akik homoszexuálisok. Palin ellenzi az azonos neműek házasságát, ugyanakkor végrehajtotta az alaszkai állami legfelsőbb bíróság egyik határozatát, törvénybe iktatva az azonos neműeknek járó jogokat. Palin támogatott egy nem kötelező érvényű népszavazást egy olyan alkotmánymódosításért, amely megtiltja a homoszexuális párok jogi elismerését.
Palin elismeri, hogy már fogyasztott marihuánát, amikor az állam legalizálta kis mennyiségek birtoklását. Azt állítja, nem tetszett neki és nem támogatja annak legalizálását, tartva a gyermekeinek ezáltal küldött üzenettől.

### Fegyvertartási jogok
Palinnek élethosszig tartó tagsága van a National Rifle Associationben, és népszerűséget élvez a fegyvertartás jogának fenntartásáért küzdő aktivisták körében. Sandra Froman az NRA igazgatótanácsának tagja „kiválónak” minősítette, hogy McCain választása Palinre esett. Mint lelkes vadász, erős támogatója az amerikai alkotmány második kiegészítésének – amely biztosítja a fegyvertartás jogát – és támogatja, hogy a fiatalokat a fegyverek biztonságos használatára neveljék.

### Külpolitika
A Time szerint Palin külpolitikai nézetei nem voltak egyértelműek alelnökjelöltté választásakor, de korábban kritizálta az iraki háború hosszútávú stratégiájának hiányát.

## Család és magánélet
Palin férje, Todd Palin, a BP energiatársaságnak dolgozik, nem vezetői állásban, és nyaranta halászként dolgozik szülővárosában. Todd világbajnok mobilszános, négyszer megnyerve a kétezer mérföldes „Iron Dog” (Vaskutya) versenyt. Todd egynyolcad részt Yup'ik származású.
Nem sokkal azután, hogy Palin lediplomázott keltek egybe; mikor megtudták, hogy a polgári ceremóniához tanúkra van szükség, az utcában található öregek otthonából kerítettek két lakót. A Palin család Wasillában lakik.
2007. szeptember 11-én, Palin akkor tizennyolc éves fia, Track, az öt közül a legidősebb csatlakozott az amerikai hadsereghez.
Palinnak van három lánya is, Bristol, Willow és Piper; második fia, az ötödik gyermeke Trig Paxson Van Palin 2008. április 18-án született, Palin kormányzósága idején. A születés előtti genetikai tesztek azt mutatták, hogy Trig Down-kóros, de ennek ellenére megtartotta a babát, amivel kivívta az abortuszellenes csoportok elismerését. Az elvégzett orvosi vizsgálat után Palin azt nyilatkozta „férjével nagy kitüntetésnek érzi, hogy Isten ezt az ajándékot adományozta nekik és lehetővé tette, hogy ez az elmondhatatlan öröm költözzön életükbe.”
Ennek ellenére Palin a szülés után három nappal visszatért dolgozni a hivatalába.
Palin vadászik, jéghalászik, jávorszarvas burgert eszik, motorosszánt hajt, futott már maratont és van egy úszótalpas hidroplánja.
2020-ban részt vett az amerikai Álarcos énekesben, a The Masked Singerben mint medve.

## Film
Sarah Palinról és a 2008-as amerikai elnökválasztási kampányról 2012-ben film készült Versenyben az elnökségért címmel.

## Fordítás
- Ez a szócikk részben vagy egészben a Sarah Palin című angol Wikipédia-szócikk ezen változatának fordításán alapul.  Az eredeti cikk szerkesztőit annak laptörténete sorolja fel. Ez a jelzés csupán a megfogalmazás eredetét és a szerzői jogokat jelzi, nem szolgál a cikkben szereplő információk forrásmegjelöléseként.

### Angolul
- Alaska Office of Governor Sarah Palin – Sarah Palin alaszkai kormányzói hivatala
- Sarah Palin profiljaArchiválva 2008. szeptember 12-i dátummal a Wayback Machine-ben a National Governors Association (Kormányzók nemzeti szövetsége) honlapján
- Follow the Money – Palin 2006 campaign contributions
- Follow the Money – Palin/Parnell 2006 campaign contributions[halott link]
- On the Issues – Sarah Palin's issue positions and quotes
- Project Vote Smart – Governor Sarah H. Palin profile
- Palin for Governor Archiválva 2006. október 28-i dátummal a Wayback Machine-ben – kampányoldal kormányzói megválasztásáért
- Sarah Smile Anchorage Press, 2006. augusztusi címlapsztori
- Alaska Governor Frank Murkowski ousted in a humiliating defeat to Sarah Palin Alaska Report, August 24 2006
- Alaska's 'Frustrated' Governor Palin On Our 'Nonsensical' Energy Policy
- Almanac of American Politics profile (angolul)
- University of Idaho alumni magazine – Sarah Palin – winter 2008 – p. 14

### Magyarul
- Obama egymillió-hétszázezer ismerőse. Kampánystábtag írta át „Sarah Palin” szócikkét a Wikipédián – Népszabadság-cikk, 2008. szeptember 9.
- Ragadozó múzsájától függhet McCain sorsa – Origo, 2008. szeptember 12.
- Rejtélyes utakon jár Sarah Palin – Origo, 2009. július 18.